# Anyphops smithersi
Anyphops smithersi là một loài nhện trong họ Selenopidae.
Loài này thuộc chi Anyphops. Anyphops smithersi được George Newbold Lawrence miêu tả năm 1940.